# I Loved Yesterday
I Loved Yesterday è il terzo album della cantante giapponese Yui, pubblicato il 9 aprile 2008 dalla Sony Records. L'album è arrivato alla prima posizione della classifica Oricon degli album più venduti in Giappone.

## Tracce
1. Laugh away (northa+) - 4:19
2. My Generation (northa+) - 3:53
3. Find me (northa+) - 3:35
4. No way (COZZi) - 1:16
5. Namidairo (northa+) - 3:33
6. Daydreamer (COZZi) - 3:35
7. Love is all (northa+) - 4:24
8. I will love you (COZZi) - 4:21
9. We will go (northa+) - 3:02
10. OH YEAH (northa+) - 3:12
11. My friend (SHIGEZO) - 3:13
12. Love & Truth (northa+) - 4:18
13. Am I wrong? (northa+) - 3:35